# Soumbé
Soumbé est une commune rurale de la préfecture de l’Ouham, en République centrafricaine. Elle s’étend à l’ouest de la ville de Bossangoa. et doit son nom à la rivière Soumbé, affluent de l’Ouham.

## Géographie
La commune de Soumbé est située au centre de la préfecture de l’Ouham. 
|           | Benzambé   |            |
| Bossangoa | Soumbé     | Bouca-Bobo |
|           | Koro-Mpoko |            |

## Villages
La plupart des villages sont localisés sur les axes Bossangoa – Bouca, route régionale RR9.
Les villages principaux sont : Soungbé, Bondio-Kota, Lougba et Gpt Zéré. 
La commune compte 37 villages en zone rurale recensés en 2003 : Arabe 1, Bangba, Bebassole, Bedengbe, Begbanou, Bembafara, Bengbeli, Benzonwesse, Bobatoua, Bodamba, Bodamba2, Bodaro, Bodoguene, Boekote, Bofango, Bojanou, Bomandiri, Bondio 3, Bondio Kete, Bondio Kota, Bongboto, Botoro, Bouare, Bovala, Bozoro, Dekou, Foube 2, Gbaguiti, Gbakara, Gbayolo, Gozengue Hamaronkoe, Haoussa, Kana, Lougba, Metima, Soumbé, Zéré.

## Éducation
La commune compte 4 écoles publiques : Bofango, Soungbe-Gozengue, Gbakara et Zere 3.